# Kabinet-Anders Fogh Rasmussen I
Het kabinet-Anders Fogh Rasmussen I was de regering van het Koninkrijk Denemarken van 27 november 2001 tot 18 februari 2005.

## Kabinet-Anders Fogh Rasmussen I (2001–2005)
| Ambtsbekleder                             | Ambtsbekleder           | Ambtsbekleder                  | Functie                                                | Ambtstermijn     | Ambtstermijn      | Partij |
| ----------------------------------------- | ----------------------- | ------------------------------ | ------------------------------------------------------ | ---------------- | ----------------- | ------ |
|                                           | Anders Fogh Rasmussen   | Anders Fogh Rasmussen (1953)   | Premier                                                | 27 november 2001 | 5 april 2009      | VDL    |
|                                           | Bendt Bendtsen          | Bendt Bendtsen (1954)          | Vicepremier                                            | 27 november 2001 | 8 september 2008  | DKF    |
| Minister van Economische Zaken            | Bendt Bendtsen          | Bendt Bendtsen (1954)          |                                                        | 27 november 2001 | 8 september 2008  | DKF    |
| Minister van Industrie en Handel          | Bendt Bendtsen          | Bendt Bendtsen (1954)          |                                                        | 27 november 2001 | 8 september 2008  | DKF    |
| Minister voor Noorse Samenwerking         | Bendt Bendtsen          | Bendt Bendtsen (1954)          | 18 juni 2002                                           | 27 november 2001 |                   | DKF    |
|                                           | Lars Løkke Rasmussen    | Lars Løkke Rasmussen (1964)    | Minister van Binnenlandse Zaken                        | 27 november 2001 | 23 november 2007  | VDL    |
| Minister van Volksgezondheid              | Lars Løkke Rasmussen    | Lars Løkke Rasmussen (1964)    |                                                        | 27 november 2001 | 23 november 2007  | VDL    |
|                                           | Per Stig Møller         | Per Stig Møller (1942)         | Minister van Buitenlandse Zaken                        | 27 november 2001 | 23 februari 2010  | DKF    |
|                                           | Thor Pedersen           | Thor Pedersen (1945)           | Minister van Financiën                                 | 27 november 2001 | 23 november 2007  | VDL    |
|                                           | Lene Espersen           | Lene Espersen (1965)           | Minister van Justitie                                  | 27 november 2001 | 10 september 2008 | DKF    |
|                                           |                         | Svend Aage Jensby (1940)       | Minister van Defensie                                  | 27 november 2001 | 24 april 2004     | VDL    |
|                                           | Søren Gade              | Søren Gade (1963)              | Minister van Defensie                                  | 24 april 2004    | 23 februari 2010  | VDL    |
|                                           |                         | Henriette Kjær (1966)          | Minister van Sociale Zaken                             | 27 november 2001 | 1 augustus 2004   | DKF    |
|                                           | Eva Kjer Hansen         | Eva Kjer Hansen (1964)         | Minister van Sociale Zaken                             | 1 augustus 2004  | 12 september 2007 | VDL    |
|                                           | Claus Hjort Frederiksen | Claus Hjort Frederiksen (1947) | Minister van Arbeid                                    | 27 november 2001 | 5 april 2009      | VDL    |
|                                           | Ulla Tørnæs             | Ulla Tørnæs (1962)             | Minister van Onderwijs                                 | 27 november 2001 | 18 februari 2005  | VDL    |
|                                           | Helge Sander            | Helge Sander (1950)            | Minister van Hoger Onderwijs Wetenschap en Technologie | 27 november 2001 | 23 februari 2010  | VDL    |
|                                           | Flemming Hansen         | Flemming Hansen (1939–2021)    | Minister van Transport                                 | 27 november 2001 | 12 september 2007 | DKF    |
| Minister van Klimaat en Energie           | Flemming Hansen         | Flemming Hansen (1939–2021)    |                                                        | 27 november 2001 | 12 september 2007 | DKF    |
| Minister voor Noorse Samenwerking         | Flemming Hansen         | Flemming Hansen (1939–2021)    | 18 juni 2002                                           | 18 februari 2005 |                   | DKF    |
|                                           | Mariann Fischer Boel    | Mariann Fischer Boel (1943)    | Minister van Landbouw en Visserij                      | 27 november 2001 | 1 augustus 2004   | VDL    |
|                                           | Hans Christian Schmidt  | Hans Christian Schmidt (1953)  | Minister van Landbouw en Visserij                      | 1 augustus 2004  | 12 september 2007 | VDL    |
| Minister van Milieu                       | Hans Christian Schmidt  | Hans Christian Schmidt (1953)  | 27 november 2001                                       | 1 augustus 2004  |                   | VDL    |
| Minister van Milieu                       |                         | Connie Hedegaard               | Connie Hedegaard (1960)                                | 1 augustus 2004  | 23 november 2007  | DKF    |
|                                           | Brian Mikkelsen         | Brian Mikkelsen (1966)         | Minister van Cultuur                                   | 27 november 2001 | 10 september 2008 | DKF    |
|                                           | Svend Erik Hovmand      | Svend Erik Hovmand (1945)      | Minister voor Belastingen                              | 27 november 2001 | 1 augustus 2004   | VDL    |
|                                           | Kristian Jensen         | Kristian Jensen (1971)         | Minister voor Belastingen                              | 1 augustus 2004  | 23 februari 2010  | VDL    |
|                                           | Bertel Haarder          | Bertel Haarder (1944)          | Minister voor Immigratie en Integratie                 | 27 november 2001 | 18 februari 2005  | VDL    |
| Minister voor Europese Zaken              | Bertel Haarder          | Bertel Haarder (1944)          | 31 december 2002                                       | 27 november 2001 |                   | VDL    |
| Minister voor Ontwikkelings- samenwerking | Bertel Haarder          | Bertel Haarder (1944)          | 1 augustus 2004                                        | 18 februari 2005 |                   | VDL    |
|                                           |                         | Tove Fergo (1946–2015)         | Minister voor Godsdienst                               | 27 november 2001 | 18 februari 2005  | VDL    |
|                                           |                         | Henriette Kjær (1966)          | Minister voor Consumenten en Familiezaken              | 1 augustus 2004  | 18 februari 2005  | DKF    |

Kristensen ·
Hedtoft I ·
Hedtoft II ·
Eriksen ·
Hedtoft III ·
Hansen I ·
Hansen II ·
Kampmann I ·
Kampmann II ·
Krag I ·
Krag II ·
Baunsgaard ·
Krag III ·
Jørgensen I ·
Hartling ·
Jørgensen II ·
Jørgensen III ·
Jørgensen IV ·
Jørgensen V ·
Schlüter I ·
Schlüter II ·
Schlüter III ·
Schlüter IV ·
P.N. Rasmussen I ·
P.N. Rasmussen II ·
P.N. Rasmussen III ·
P.N. Rasmussen IV ·
A.F. Rasmussen I ·
A.F. Rasmussen II ·
A.F. Rasmussen III ·
L.L. Rasmussen I ·
Thorning-Schmidt I ·
Thorning-Schmidt II ·
L.L. Rasmussen II ·
L.L. Rasmussen III ·
Frederiksen I ·
Frederiksen II